# Битка при Сан Хуан де Улуа
Битката при Сан Хуан де Улуа се състои на 23 септември 1568 г. между испанска флота и английски пирати при едноименния форт на атлантическото крайбрежие на Нова Испания (днешно Мексико). Тя слага край на неуспешната кампания на 6 английски кораба, които систематично водят нелегална търговия в испански води в Америка, включително търговия с роби, като я налагат насила.

## Предистория
През 60-те години на 16 век, кралят на Испания Фелипе II се опитва да осуети английската политика по религиозни и икономически причини. Протестантската кралица на Англия Елизабет I предприема анти-католическа политика и прави присъствието на службите на англиканската църква задължително и вкарва католиците в затвора. Освен това англичаните подпомагат протестантите в Нидерландия, които са враждебно настроени към испанското правителство.
Засилват се действията на английските пирати в Испанска Америка и Атлантическия океан, които испанците с право смятат че се подпомагат от английската корона. Английската транс-атлантическа търговия с роби, започната от Джон Хокинс през 1562 придобива кралската подкрепа, въпреки че испанското правителство се оплаква от неправомерните му действия.
През 1568 експедиция под ръководството на Хокинс и Франсис Дрейк е изненадана от испанците при Сан Хуан де Улуа близо до Веракрус, днешно Мексико, като са потопени няколко английски кораба. Това обтяга отношенията между двете страни и англичаните няколко пъти задържат испански кораби със заплати на войските в Нидерландия по време на престоя им в английски пристанища. Дрейк и Хокинс продължават действията си с цел да унищожат испанския монопол в атлантическата търговия.

## Контекст
Първоначално английският флот се състои от пет кораба: кралският галеон „Иисус от Любек“ под командването на Джон Хокинс, галеонът „Минион“, командван от Джон Хамптън, както и три барки – „Джудит“, с капитан Френсис Дрейк, „Ангел“ и „Слалоу“. Пленена португалска каравела се присъединява към тях на крайбрежието на Гана, където англичаните се конкурират с Португалия за търговията с роби. Този кораб е преименуван на „Божията милост“. Седми кораб, барката „Уилям и Джон“, отплава към Англия преди битката, но след като достига Ирландия през февруари 1569 г., изчезва на последния етап от пътуването. След цяла година грабежи и незаконна търговия, Хокинс решава да закотви корабите си при Сан Хуан де Улуа на 15 септември, за да ги ремонтира и да се запаси преди завръщането си в Англия. Докато извършват това, обаче, в пристанището пристига испански ескортен флот.

## Битката
Първоначално англичаните не се страхували за своята безопасност, тъй като на борда си имало заложници, които помислили техните кораби за испански и били пристигнали по заповед на вицекраля Мартин Енрикес де Алманса. Въпреки че англичаните непрекъснато нарушавали мирният договор и редовно нападали невъоръжени търговски кораби, те предполагали, че испанците ще спазят мира в този случай. Обаче испанският адмирал Франсиско де Лухан бил осведомен за действията на англичаните и предприема светкавична атака, при която англичаните губят четири кораба и цялата плячка, която испанците си завръщат. Флотът на Лухан губи вицеадмиралския кораб, галеонът „Санта Клара“, който изгаря и потъва в пристанището. Флагманът „Сан Педро“, единственият напълно въоръжен кораб в испанската флотилия, понася щети, докато води артилерийски двубой с „Минион“, който е също повреден. Съдбата на английския флот е решена, след като един испански кораб, командван от капитан Делгадильо, успява още в началото да превземе батареите на острова. „Ангел“ потъва след няколко попадения, а „Слолоу“ е превзет от испанските войници, които управляват батареите. Френският командир на „Божията милост“, Робер Блондел, го подпалва, преди да се присъедини към Хокинс на борда на „Иисус от Любек“. И двамата, заедно с част от екипажа на „Иисус“, са спасени от един пинас, след като Хокинс дава заповед да се изостави галеона. Хокинс поема командването на „Минион“.
Само „Джудит“, командвана от Френсис Дрейк, и „Минион“ успяват да се измъкнат, докато битката все още се води, като изоставят „Иисус от Любек“ с част от екипажа му. Корабът е взет на абордаж от „Сан Салвадор“, командван от капитан Хуан де Убиля, и превзет, въпреки че първата испанска атака е отблъсната с няколко убити и ранени.

## Последствия
След бягството, „Минион и Джудит“ са претъпкани и някои са изоставени на южното крайбрежие на днешните Съединени американски щати, за да се спестят провизии за прекосяването на Атлантика. Хокинс изоставя 110 души, които се предават на испанците. Той се завръща в Англия с екипаж от само 15 души. Дрейк достига Плимут няколко дни по-рано, на 20 януари 1569. Само 70 или 80 души от първоначалната експедиция се завръщат в Англия.
Хокинс лицемерно обвинява испанците в предателство и че са нарушили примирието, докато испанците си защитават монопола над търговията със Западните Индии. Битката е ясен знак за войната, която избухва между Фелипе II и Елизабет I през 1585.